# Kamerun i olympiska sommarspelen 1968
Kamerun deltog med 5 deltagare vid de olympiska sommarspelen 1968 i Mexico City. Totalt vann de en silvermedalj.

## Medaljer

### Silver
- Joseph Bessala - Boxning, weltervikt.